# Cảnh Yểm
Cảnh Yểm (chữ Hán: 耿弇, 3 – 58) là tướng lãnh, khai quốc công thần, một trong Vân Đài nhị thập bát tướng nhà Đông Hán trong lịch sử Trung Quốc.

## Xuất thân
Yểm tự Bá Chiêu, người huyện Mậu Lăng, quận Phù Phong . 
Cha là Cảnh Huống, được làm Sóc Điều liên soái nhà Tân . 
Yểm từ nhỏ có tính hiếu học, được cha dạy dỗ. Yểm thường xem quận tổ chức thi võ, bày cuộc giảng võ luyện binh, nên ông cũng cầu học cưỡi ngựa bắn cung, do vậy mà yêu thích binh pháp. 

## Quy thuận Lưu Tú
Khi nhà Tân sụp đổ (23), lực lượng nổi dậy ở các nơi đều tự ý thay đổi quan viên địa phương. Huống xét mình do nhà Tân bổ nhiệm, trong lòng bất an. Bấy giờ Yểm được 21 tuổi, bèn xin cha cho mình đi Trường An tìm gặp Hán Canh Thủy đế, nhân đó cống nạp, nhằm củng cố địa vị của Huống. Năm Canh Thủy thứ 2 (24), Yểm đến huyện Tống Tử, đúng lúc Vương Lang tự nhận là Lưu Tử Dư – con trai của Hán Thành đế, nổi dậy ở Hàm Đan. Các viên lại đi theo Yểm là Tôn Thương, Vệ Bao đề nghị ông quy phục Vương Lang, Yểm chê bai quân đội của hắn ta ô hợp, cứ đánh là tan; Thương, Bao không nghe, bèn bỏ Yểm đi theo Vương Lang.  
Yểm nghe nói Lưu Tú ở huyện Lô Nô , bèn bắc tiến để gặp ông ta, được giữ lại làm Môn hạ lại. Yểm nhân đó thuyết phục Hộ quân Chu Hỗ, xin quay về Thượng Cốc để phát binh bình định Vương Lang. Lưu Tú cười nói: “Đứa bé này có chí lớn đấy.” nhân đó mấy lần gọi Yểm đến vỗ về.   Yểm bèn gởi thư cho Cảnh Huống, trình bày độ lượng và tài năng của Lưu Tú, đề nghị cha mau chóng đến gặp.  Vì thế Lưu Tú đem theo Yểm cùng bắc tiến đến Kế Thành. Nghe tin quân Vương Lang sắp đến, Lưu Tú muốn quay về phía nam, triệu quan thuộc bàn bạc. Yểm đề nghị tiếp tục bắc tiến đến các quận Thượng Cốc, Ngư Dương, có thể tập hợp được cả vạn kỵ binh, vì ông cho rằng Ngư Dương thái thú Bành Sủng là đồng hương của Lưu Tú, Thượng Cốc thái thú là cha mình, họ đều sẽ giúp Lưu Tú. Tuy nhiên, quan thuộc của Lưu Tú đều phản đối, Lưu Tú trỏ Yểm mà nói: “Đây là chủ nhân bắc đạo của ta.”  
Gặp lúc trong thành phát sanh nội loạn, Lưu Tú vội bỏ chạy, quan thuộc đều tan rã. Yểm đi Xương Bình thì gặp Cảnh Huống, thuyết phục cha giúp Lưu Tú. Huống tỏ ra nghi ngại vì thế lực của Vương Lang lớn mạnh, Công tào Khấu Tuân, Môn hạ duyện Mẫn Nghiệp đề nghị liên kết với Ngư Dương thái thú Bành Sủng cùng giúp Lưu Tú. Huống đồng ý, bèn sai Khấu Tuân đông hạ đi sứ gặp Bành Sủng, ước hẹn cả hai quận đều phát 2000 kỵ binh, 1000 bộ binh. Yểm và Cảnh Đan, Khấu Tuân đem binh quận Thượng Cốc hợp với binh quận Ngư Dương do Ngô Hán, Cái Duyên, Vương Lương chỉ huy cùng nhau nam hạ. Trên đường liên quân đánh bại nghĩa quân của Vương Lang, chém được đại tướng, cửu khanh, hiệu úy trở xuống 400 thủ cấp, thu 125 ấn thụ, 2 ngọn cờ tiết, chém đầu 3 vạn lính, bình định 25 huyện thuộc các quận Trác, Trung Sơn, Cự Lộc, Thanh Hà, Hà Gian, dò hỏi thì biết Lưu Tú đang ở huyện Quảng A. Bấy giờ ở Quảng A lại có lời đồn đội ngũ đang kéo đến là quân của Vương Lang, mọi người đều sợ hãi. Khi quân đến dưới thành, Lưu Tú đích thân lên lầu thành tây, sai người hỏi: “Đây là binh nào?” Bọn Yểm đáp: “Binh của Thượng Cốc đến giúp Lưu công.” Yểm đứng ra vái chào, lập tức được nói chuyện với Lưu Tú; ông trình bày tình hình phát binh, nên mọi người được cho vào thành gặp mặt. Lưu Tú nói với họ: “Hãy cùng sĩ đại phu Thượng Cốc, Ngư Dương làm nên nghiệp lớn này.” Rồi lấy họ làm Thiên tướng quân, sai trở về lãnh quân của mình. Sau đó bọn Yểm theo Lưu Tú bình định Vương Lang.    

## Tham gia chinh chiến Hà Bắc
Canh Thủy đế nghi ngại thế lực của Lưu Tú, phong Tú làm Tiêu vương, đòi Tú và các tướng có công về Trường An, đồng thời bổ nhiệm Miêu Tằng làm U Châu mục, Vi Thuận làm Thượng Cốc thái thú, Thái Sung làm Ngư Dương thái thú, hòng khống chế bắc bộ Tịnh Châu. Bấy giờ Tú ở trong Triệu vương cung của thành Hàm Đan, nghỉ ngơi tại điện Ôn Minh. Yểm đến trước giường, đề nghị Lưu Tú đừng nghe theo sự sắp xếp của Canh Thủy đế, còn mình xin về U Châu lấy đi tất cả binh sĩ, mưu tính đại kế. Lưu Tú rất hài lòng, bèn bái Yểm làm Đại tướng quân, cùng Ngô Hán lên bắc, tập hợp binh sĩ ở 10 quận U Châu. 
Yểm đến Thượng Cốc, bắt Vi Thuận, Thái Sung đem chém; Ngô Hán cũng giết được Miêu Tằng. Nhờ vậy họ lấy tất cả lính ở U Châu, xuôi về nam, theo Lưu Tú đánh phá nghĩa quân Đồng Mã, Cao Hồ, Xích Mi, Thanh Độc. Năm Kiến Vũ đầu tiên (25), Lưu Tú lại đuổi đánh nghĩa quân Vưu Lai, Đại Thương, Ngũ Phiên ở Nguyên Thị; Yểm luôn được nắm kỵ binh tinh nhuệ làm tiên phong, liên tiếp lập công.  Lưu Tú phá địch ở Bắc Bình, thừa thắng giao chiến ở phía bắc Thuận Thủy. Nghĩa quân nguy ngập, liều chết chiến đấu, trong khi quân đội của Lưu Tú mệt mỏi, nên đại bại. Nghĩa quân đuổi gấp, Lưu Tú được Đột kỵ Vương Phong nhường ngựa, phải tỳ vào vai ông ta mới trèo lên được, cười nói với Yểm rằng: “Khiến giặc chê cười rồi!” Lưu Tú chạy trước, còn Yểm ở lại, liên tục bắn tên, đẩy lui được địch. Quân Hán tổn thất vài ngàn người, lui chạy về cố thủ Phạm Dương.  Mấy ngày sau Lưu Tú chấn hưng quân đội, nghĩa quân cũng lui chạy. Lưu Tú đem quân đuổi theo đến Dung Thành, Tiểu Quảng Dương, An Thứ, liên tiếp phá địch. Lưu Tú quay về Kế Thành, lại sai Yểm cùng Ngô Hán, Cảnh Đan, Cái Duyên, Chu Hỗ, Phi Đồng, Cảnh Thuần, Lưu Thực, Sầm Bành, Sái Tuân, Kiên Đàm, Vương Bá, Trần Tuấn, Mã Vũ 13 tướng quân, đuổi theo nghĩa quân đến phía đông huyện Lộ. Quân Hán đuổi kịp nghĩa quân ở Bình Cốc, đôi bên tái chiến, quân Hán chém được 13000 thủ cấp, đuổi nà ở khoảng Vô Chung, Thổ Ngân thuộc quận Hữu Bắc Bình, đến Tuấn Mỹ thì về. Nghĩa quân tan chạy vào Liêu Tây, Liêu Đông, bị người Ô Hoàn hoặc người Mạch chặn giết tất cả. 
Tháng 6 ÂL cùng năm, Lưu Tú lên ngôi, tức Hán Quang Vũ đế, bái Yểm làm Kiến uy đại tướng quân.  Tháng 7 ÂL, Yểm cùng Phiếu kỵ đại tướng quân Cảnh Đan, Cường nỗ tương quân Trần Tuấn trấn áp tông thất Lưu Mậu, tự xưng Yếm Tân tướng quân ở Ngao Thương, Mậu xin hàng.   Trong tháng ấy, Quang Vũ đế đến huyện Hoài, sai Yểm soái Trần Tuấn đóng quân ở bến Ngũ Xã, đảm nhiệm phòng vệ từ Huỳnh Dương về phía đông, góp phần vây chặt Chu Vĩ. 
Năm thứ 2 (26), Yểm được phong tước Hảo Chỉ hầu, ăn lộc 2 huyện Hảo Chỉ, Mỹ Dương.  Tháng 12 ÂL, Yểm tham gia quân đội đóng đồn ở Nghi Dương, chẹn đường về phía nam của nghĩa quân Xích Mi.  
Tháng 2 ÂL năm thứ 3 (27), Yểm cùng Hổ nha đại tướng quân Cái Duyên theo Đại tư mã Ngô Hán đánh nghĩa quân Thanh Độc ở phía tây huyện Chỉ, thu hàng bọn họ.   Tháng 3 ÂL, Quang Vũ đế thân chinh Dục Dương, phản tướng Đặng Phụng xin hàng, Lưu Tú muốn tha chết, nhưng Sầm Bành và Yểm phản đối, đế rốt cục đem Phụng ra xử chém.   Tháng 6 ÂL, thủ lãnh nổi dậy Duyên Sầm từ Vũ Quan đánh ra Nam Dương, hạ vài thành, được thủ lãnh người huyện Nhương là Đỗ Hoằng soái quân hưởng ứng. Yểm cùng bọn Sầm giao chiến ở Nhương, đại phá địch, chém hơn 3000 thủ cấp, bắt sống hơn 5000 tướng sĩ, lấy được 300 ấn thụ. Đỗ Hoằng xin hàng, còn Sầm đem vài kỵ binh chạy đi Đông Dương.   Tháng 10 ÂL, Yểm theo Quang Vũ đế cúng tế ở Thung Lăng, xin đế cho mình quay về Thượng Cốc thu nhặt binh sĩ còn sót lại, muốn đánh dẹp Bành Sủng ở Ngư Dương, bắt Trương Phong ở Trác Quận, quay lại bắt quân đội nông dân Phú Bình, Hoạch Tác, đông hạ đánh Trương Bộ, nhằm bình định đất Tề. Quang Vũ đế khen ngợi chí khí của Yểm, nên đồng ý.  
Tháng 5 ÂL năm thứ 4 (28), Yểm cùng Kiến nghĩa đại tướng quân Chu Hỗ, Chinh lỗ tướng quân Sái Tuân, Kiêu kỵ tướng quân Lưu Hỷ đánh Trương Phong ở Trác Quận. Sái Tuân đi trước, bắt được Trương Phong.  
Quang Vũ đế giáng chiếu cho Yểm tiến đánh Ngư Dương. Yểm cho rằng cha mình và Bành Sủng có giao tình, gia đình lại không có người ở kinh sư (ý nói con tin), nên lấy làm nghi ngại, không dám một mình tiến quân, dâng thư xin về Lạc Dương. Quang Vũ đế đáp chiếu vỗ về, đồng thời Cảnh Huống cũng nắm được tình thế khó xử của Yểm, bèn sai con trai thứ 3 là Cảnh Quốc vào chầu ở Lạc Dương. Đế rất hài lòng, mệnh cho Yểm cùng bọn Kiến nghĩa đại tướng quân Chu Hỗ, Hán Trung tướng quân Vương Thường đánh nghĩa quân Tây Sơn ở Vọng Đô, Cố An, phá được hơn 10 doanh.  
Năm thứ 5 (29), đế sai Yểm theo Ngô Hán đánh nghĩa quân Phú Bình, Hoạch Tác ở Bình Nguyên, đại phá địch, thu hàng hơn 4 vạn người. Nhân đó, Quang Vũ đế giáng chiếu cho Yểm đánh dẹp Trương Bộ.  

## Bình định Tề Lỗ
Yểm thu thập tất cả lính đầu hàng, tập hợp bộ khúc, sắp đặt quan tướng, soái Kỵ đô úy Lưu Hâm, Thái Sơn thái thú Trần Tuấn dẫn quân đông hạ, từ cầu Triêu Dương vượt sông.  Trương Bộ nghe tin, sai Đại tướng quân Phí Ấp đóng quân ở Lịch Hạ, lại chia binh đồn trú Chúc A, riêng ở các nơi Thái Sơn, Chung Thành bày vài mươi doanh để đợi quân Hán. Tháng 10 ÂL, Yểm vượt sông, đầu tiên đánh Chúc A, từ sáng đến chiều chưa hạ được, bèn cố ý mở một góc, cho phép họ chạy trốn về Chung Thành. Người ở Chung Thành nghe tin Chúc A đã vỡ, đều sợ hãi, liền bỏ thành chạy trốn. Phí Ấp sai em trai là Phí Cảm giữ Cự Lý. Yểm tiến binh uy hiếp Cự Lý, sai chặt nhiều cây cối, đánh tiếng là để chôn lấp hào rãnh. Mấy ngày sau, có người đầu hàng kể rằng Phí Ấp nghe nói Yểm muốn đánh Cự Lý, mưu tính đến cứu. Yểm bèn nghiêm lệnh trong quân sửa gấp công cụ, tuyên cáo toàn quân, sau 3 ngày sẽ dốc toàn lực đánh thành Cự Lý; đồng thời ngầm buông lỏng tù binh, khiến họ trốn về, thông báo cho Phí Ấp biết. Quả nhiên đến ngày hôm ấy, Phí Ấp đem hơn 3 vạn người đến cứu. Yểm vui mừng, nói với chư tướng rằng: “Ta sở dĩ sửa công cụ, là muốn dụ dỗ ông ta đến. Quân ngoài đồng không đánh nổi, làm sao lấy được thành?” Yểm lập tức chia 3000 người vây Cự Lý, tự dẫn tinh binh lên sườn núi, từ chỗ cao tràn xuống chiến đấu, đại phá địch, chém Phí Ấp giữa trận. Quân Hán đem thủ cấp của Ấp đến Cự Lý cho người trong thành trông thấy, khiến bọn họ sợ hãi; Phí Cảm bèn đem mọi người chạy về với Trương Bộ. Yểm thu được kho lẫm của địch, thả binh đánh những nơi chưa hạ được, bình định hơn 40 doanh, dẹp xong Tế Nam.  
Bấy giờ Tề vương Trương Bộ định đô ở huyện Kịch , sai em trai Trương Lam đem 2 vạn tinh binh giữ Tây An, thái thú các quận hợp hơn vạn người giữ Lâm Truy, cách nhau 40 dặm. Yểm tiến quân đóng trại ở Họa Trung, nằm ở giữa 2 thành. Yểm thấy Tây An thành nhỏ mà chắc, quân đội của Lam tinh nhuệ, còn Lâm Truy tuy binh nhiều nhưng thật ra dễ đánh, bèn gọi bộ hạ từ hiệu úy trở lên đến họp, thông báo 5 ngày sau sẽ đánh Tây An. Lam nghe tin, đêm ngày cảnh giác. Đến nửa đêm trước ngày hẹn, Yểm gọi chư tướng vào ăn thịt, thông báo ngày mai đi thành Lâm Truy. Bọn Hộ quân Tuân Lương phản đối, cho rằng nên gấp đánh Tây An. Yểm nói: “Không đúng. Tây An nghe nói ta sắp đánh, đêm ngày phòng bị; Lâm Truy không ngờ bị đánh, ắt rối loạn, ta đánh nó một ngày là chiếm được. Chiếm Lâm Truy thì Tây An cô thế, Trương Lam bị chia cách với Trương Bộ, ắt sẽ bỏ chạy, như vậy là đánh một mà được hai vậy. Nếu đánh Tây An trước, không hạ được, vây hãm tòa thành kiên cố, tử thương ắt sẽ nhiều. Giả như có thể chiếm được, Lam sẽ dẫn quân chạy về Lâm Truy, tập hợp lực lượng, quan sát tình thế; ta vào sâu đất địch, hậu phương không kịp vận lương, trong vòng mươi ngày, không đánh mà khốn đốn. Điều mà các anh nói, là không thích hợp.” Yểm bèn đánh Lâm Truy, nửa ngày thì chiếm được, tiến vào trong thành. Trương Lam nghe tin cả sợ, đem quân đội chạy về huyện Kịch.  
Yểm hạ lệnh cho quân Hán không được đến gần huyện Kịch, tỏ ý đợi Trương Bộ đến thì bắt, nhằm khiêu khích ông ta. Bộ nghe tin cả cười, nói: “Đến Vưu Lai, Đại Đồng có hơn 10 vạn người, ta đều ngay lập tức phá được. Nay Đại Cảnh binh ít hơn bọn ấy, lại còn mệt mỏi, có gì đáng sợ!” bèn cùng 3 em trai Lam, Hoằng, Thọ và cừ soái cũ của nghĩa quân Đại Đồng là bọn Trọng Dị phao rằng có 20 vạn binh, đến phía đông thành lớn Lâm Truy , muốn tấn công quân Hán. Yểm dâng thư lên Quang Vũ đế rằng: “Thần giữ Lâm Truy, hào sâu lũy cao; Trương Bộ từ huyện Kịch đến đánh, mệt mỏi đói khát. Muốn tiến thì dụ đến mà công; muốn đi thì theo sau mà đánh. Thần tựa doanh mà chiến đấu, tinh nhuệ gấp trăm lần, lấy nhàn đợi mỏi, lấy thật đánh hư, trong vòng 10 ngày, có thể bắt Bộ.” Yểm đầu tiên đem quân lên thượng du sông Truy, gặp Trọng Dị, đột kỵ quân Hán muốn xông ra, nhưng ông sợ bẻ gãy mũi nhọn của địch, sẽ khiến Bộ không dám tiến, nên vờ núng thế để địch thêm hăng, bỏ về thành nhỏ, bày binh bên trong, sai bọn Lưu Hâm, Trần Tuấn bày trận dưới thành. Bộ đang hăng, đánh thẳng vào doanh trại của Yểm, cùng bọn Lưu Hâm giao chiến. Yểm trèo lên cái đài hỏng của Tề vương cung quan sát chiến sự, rồi tự dẫn tinh binh xông vào bên sườn trận địa của Bộ ở phía đông thành, đại phá địch. Yểm bị trúng tên lạc vào đùi, bèn lấy bội đao chặt đi, người bên cạnh chẳng biết gì. Đến chiều đôi bên bãi chiến. Yểm tập hợp quân đội đợi sáng mai tiếp tục ra đánh.  
Bấy giờ Quang Vũ đế ở đất Lỗ, nghe tin Yểm bị Trương Bộ tấn công, bèn tự đi cứu, còn chưa đến nơi. Trần Tuấn nói: “Giặc Kịch đang hăng, hãy tạm đóng cửa nghỉ ngơi, đợi nhà vua đến.” Yểm nói: “Xa giá sắp đến, bề tôi phải giết bò nấu rượu để đãi trăm quan, lại còn muốn nhường giặc cho nhà vua à?” rồi đem binh ra đánh, từ sáng đến chiều, lại đại phá địch, giết chóc vô số, hão rãnh trong thành đều bị xác chết lấp đầy. Yểm biết Bộ gặp khó sẽ lui, đã sắp sẵn hai cánh quân mai phục để đợi. Vào lúc đôi bên nghỉ ngơi, Bộ quả nhiên rút quân, phục binh liền nổi lên tấn công, đuổi đánh đến thượng du sông Cự Muội, thây phơi kéo dài 80, 90 dặm, quân Hán giành được hơn 2000 cỗ xe quân nhu. Bộ chạy về Kịch, anh em đều đem binh phân tán mà đi.  
Yểm tiếp tục đuổi đánh Bộ; ông ta chạy đến Bình Thọ, cởi trần vác phủ chất  ở cửa quân. Yểm gởi Bộ về hành tại, còn mình đem quân vào thành. Yểm dựng cờ trống của 12 quận, lệnh cho binh sĩ của Trương Bộ đứng dưới cờ của quận mình, cả thảy hơn 10 vạn người, 7000 cỗ xe quân nhu, đều được giải tán trở về quê nhà. Yểm lại dẫn quân đến Thành Dương, hàng phục tàn dư nghĩa quân Ngũ Hiệu, bình định xong đất Tề. Sau đó Yểm chỉnh đốn quân đội, quay về kinh sư.  

## Tham gia bình định Lũng Hữu
Tháng 12 ÂL năm thứ 6 (30), Yểm tham gia bình định Ngỗi Hiêu ở Lũng Hữu, đóng đồn tại huyện Tất.   Năm thứ 8 (32), Yểm cùng bọn Cái Duyên 7 tướng quân theo Quang Vũ đế tiến lên Lũng.    Yểm cùng Cái Duyên đem quân vây Thượng Đảng.  
Tháng 8 ÂL năm thứ 9 (33), Yểm cùng Chinh tây đại tướng quân Phùng Dị, Cái Duyên, Dương vũ tướng quân Mã Thành, Vũ uy tướng quân Lưu Thượng, cả thảy 5 tướng quân chịu sự chỉ huy của Trung lang tướng Lai Hấp tiến đánh con Ngỗi Hiêu là Ngỗi Thuần ở quận Thiên Thủy (Ngỗi Hiêu đã mất vào đầu năm).   
Mùa hạ năm thứ 10 (34), bọn Yểm chém được tướng của Công Tôn Thuật đến giúp Ngỗi Thuần là bọn Điền Yểm, Triệu Khuông. Tháng 10 ÂL, bọn Yểm phá được Lạc Môn tụ, Ngỗi Thuần cùng chư tướng ra hàng. Quân Hán bình định xong Lũng Hữu.  

## Những năm cuối đời
Năm thứ 13 (37), Yểm được tăng thực ấp, sau đó ông dâng trả ấn thụ Đại tướng quân, chịu bãi chức, lấy thân phận Liệt hầu để nhận đặc quyền Phụng triều thỉnh. Mỗi khi triều đình có dị nghị, Yểm lại được triệu vào hỏi kế sách. 
Năm Vĩnh Bình đầu tiên (58), Yểm mất, hưởng thọ 56 tuổi, thụy là Mẫn hầu. 
Trọn binh nghiệp, Yểm bình định 46 quận, đánh hạ 300 thành, chưa từng gặp thất bại. 

## Đánh giá
Chiến dịch bình định Trương Bộ là công lao lớn nhất của Cảnh Yểm. Các tác giả Ngô Như Tung, Hoàng Phác Dân lấy chiến dịch này làm một trong các ví dụ để diễn giải ý “Năng sử địch nhân chí giả, lợi chi dã” (Làm cho địch tự đến khu vực ta định trước là kết quả của việc dùng lợi nhỏ mà dụ địch.) của thiên Hư thực trong Tôn tử binh pháp, với lời nhận xét:
Cảnh Yểm do hiểu rõ tình hình địch, tranh thủ chủ động, chỗ nào cũng điều động được quân địch theo ý mình, cuối cùng đã tiêu diệt hoàn toàn thế lực cát cứ ở vùng Quan Đông. 
Quang Vũ đế khen ngợi Yểm rằng: “Xưa Hàn Tín phá Lịch Hạ để mở mang cơ đồ, nay tướng quân đánh Chúc A để bắt đầu sự nghiệp, nơi nào cũng là biên giới phía tây của nước Tề, công lao có thể nói là tương đương. Nhưng Hàn Tín tập kích nước đã hàng, tướng quân đơn độc đánh bại kẻ địch mạnh, công lao ấy khó hơn so với Tín vậy.” 

## Hậu duệ
- Con trai là Cảnh Trung được kế tự. Trung giữ chức kỵ đô úy, tham gia đánh Hung Nô ở Thiên Sơn, lập được công.
- Con Trung là Cảnh Phùng được kế tự.
- Con Phùng là Cảnh Lương hay Cảnh Vô Cấm được kế tự. Thời Hán An đế, Lương được gả em gái của đế là Bộc Dương trưởng công chúa, làm đến chức thị trung.
- Con Lương là Cảnh Hiệp được kế tự. [1]

Cháu 5 đời của Cảnh Huống (tức là cùng bối phận với Hiệp) là Cảnh Kỷ tham gia âm mưu lật đổ quyền thần Tào Tháo vào năm Kiến An thứ 23 (218), khiến gia tộc họ Cảnh bị Tào Tháo giết gần sạch. Hậu duệ trực hệ của Cảnh Yểm không còn ai. 

## Hậu thế tưởng niệm
Năm Vĩnh Bình thứ 3 (60), Hán Minh đế cho vẽ tranh 28 công thần, treo ở Vân đài thuộc Nam cung, Yểm được xếp thứ 4. 
Năm Kiến Trung thứ 3 (782) thời Đường Đức Tông, triều đình truy phong 64 danh tướng đời xưa, đặt miếu thờ. Yểm là 1 trong số này. 
Năm Tuyên Hòa thứ 5 (1123) thời Tống Huy Tông, triều đình theo lệ nhà Đường, đặt miếu Võ Thành vương thờ 72 danh tướng đời xưa. Yểm cũng là 1 trong số này. 

## Hình tượng văn hóa
Trong tiểu thuyết Đông Hán diễn nghĩa (东汉演义), Cảnh Yểm tự Tử Chiêu, là con trai trưởng của Cảnh Thuần, từng đến Trường An tham dự võ cử. Về sau Yểm quy thuận Lưu Tú, trở thành 1 trong Vân Đài 36 tướng, tinh hiệu là Phòng Nhật thố.

## Thành ngữ liên quan
- Lạc lạc nan hợp (落落难合), nghĩa đen: ý kiến đơn lẻ không phù hợp nhận thức chung.
- Hữu chí cánh thành (有志竟成), nghĩa đen: có ý chí kiên định thì ắt sẽ thành công. Tạm dịch: có chí thì nên.

Nguồn gốc: Sau khi Trương Bộ bỏ chạy được vài ngày, Quang Vũ đế đến Lâm Truy úy lạo quân đội, vua tôi gặp mặt. Đế nói với Yểm rằng: “Tướng quân trước ở Nam Dương bày kế sách này, luôn cho rằng quá đỗi khác người (lạc lạc nan hợp), có chí thì việc thành công đấy (hữu chí giả sự cánh thành).” 